# Drygalski (Adelsgeschlecht)

Wappen Drygalski – Wappenfamilie Slepowron

Drygalski, auch Drigalski, Drigalsky, Drygalsky ist ein altes und begütertes ostpreußisches Adelsgeschlecht, welches den Beinamen Korvin führt. Die Drygalskis sind ein Zweig des polnischen Adelsgeschlechts Gutowski aus dem Rittergeschlecht de Slepowron (Korvin) im Herzogtum Masowien.

## Geschichte
Im Jahre 1505 kaufte der Edelmann Martinus Gutowski die Dörfer Drygallen, Wiersbinnen und Schlaga bei Lyck in Masuren.
Sein Sohn Paul war von 1546 bis 1596 Pfarrer in Drygallen und nahm in Anlehnung an seinen Wohnsitz in Drygallen den Namen Drygalski an. Er wurde somit zum Stammvater der Familie von Drygalski. Das Geschlecht Drygalski erschien bis zum Beginn des 18. Jahrhunderts in Drygallen, später erwarben die Mitglieder dieser Familie weitere ansehnliche Besitzungen im Kreis Lötzen, Angerburg, Lyck, Johannisburg und in Litauen.
Alexander und Johannes von Drygalski erhielten am 18. Februar 1755 von König Friedrich II. ein Anerkennungs–Diplom ihres alten Adels. Aus diesem Geschlecht gingen zahlreiche Sprosse hervor, welche in kgl. preußischen Militär- und Zivildiensten standen und mit Auszeichnung dienten. Die Rangliste der Preußischen Armee von 1806 führt 13 Offiziere dieses Namens auf. Das Adelsgeschlecht besteht noch.

## Wappen
Im himmelblauen Felde steht ein silbernes Hufeisen mit seinen Fersen auf der Unterseite aufgerichtet und auf seinen Schultern ist ein goldenes Kavalierskreuz. Auf dem Kreuz ist ein Rabe, gerichtet nach rechts, mit einem goldenen Ring im Schnabel. Im Kleinod über dem Helm, in der Krone, der gleiche schwarze Rabe mit dem goldenen Ring im Schnabel. Die Labren sind blau, auf der Unterseite silbern.

## Bekannte Familienmitglieder
- Karl August Alexander von Drigalski (1779–1840), preußischer Generalmajor
- Otto von Drigalski (1788–1860), preußischer Generalleutnant
- Fedor von Drygalski (1821–1897), General in der Osmanischen Armee
- Bernhard von Drigalski (1823–1890), preußischer General der Kavallerie
- Rudolf von Drygalski (1837–1917), preußischer Generalmajor
- Erich von Drygalski (1865–1949), deutscher Geograph, Geophysiker und Polarforscher
- Wilhelm von Drigalski (1871–1950), deutscher Bakteriologe
- Irma von Drygalski (1892–1953), deutsche Schriftstellerin, Ehefrau des Historikers Herbert Derwein
- Catharina von Drigalski (* 2000), deutsche Fußballspielerin